# Фраткин, Борис Абрамович
Борис Абрамович Фраткин — советский военный и хозяйственный деятель, генерал-майор инженерно-технической службы.

## Биография
Родился в 1907 году в Бердичеве. Член КПСС.
С 1927 года — на хозяйственной, общественной и политической работе. В 1927—1966 гг. — инженерный работник в промышленности СССР, главный инженер, директор артиллерийского завода № 8 им. М. И. Калинина, директор завода по производству боеприпасов, заведующий производством, заместитель главного инженера по производству Люберецкого завода сельскохозяйственного машиностроения.
Умер в Подлипках (ныне г. Королев МО) в 1966 году, похоронен на местном кладбище.